# Caracará (Aquiraz)
Caracará é um povoado do município brasileiro de Aquiraz, no litoral leste da Região Metropolitana de Fortaleza, no estado do Ceará. Pertence ao distrito de Jacaúna e de acordo com o Instituto Brasileiro de Geografia e Estatística (IBGE), sua população no ano de 2010 era de 662 habitantes, sendo 351 mulheres e 311 homens, possuindo um total de 179 domicílios particulares.

## Significado e origem
O nome Caracará é uma ave falconiforme, onívora, da fam. dos falconídeos Caracara plancus, encontrada da Flórida até a Terra do Fogo e por todo o Brasil, com até 56 cm de comprimento, plumagem alvinegra, face e cera amarelas ou vermelhas, cabeça branca com penacho nucal negro, peito e cauda barrados de negro e asas com extremidades brancas; carancho, carcará [Ave freq. observada sobrevoando áreas de queimadas, à procura de alimentos.]. .

## Historia
O Povoado do Caracará surgiu aproximadamente entre 1870 registro de alguns moradores mais antigos, com relatos que existiu até escravidão e alguns utensílios como:pilão e caldeiras.. e etc. sua exploração aconteceu, na época existia umas 20 casas espalhadas em todo o lugarejo, onde não existia estrada e sim caminhos. As famílias mais antiga que residia nesta época de nomes eram: Do Chico Pedro; Mussolino; Chico Paraíba; Sinhá; Firmino; Antônio Anjo; Mané Bar; Chico Bar; Conceição Bar; Lulu; Mané Canela e o povoado foi crescendo ao longo dos anos.
O nome do Caracará como surgiu: Na época não existia estradas e sim veredas, onde os comboieiros viajavam com animais de cargas vindos de Aracati com suas carnes de charques e era passagem para vender em outras cidades. Neste trajeto existia um grande pé de Benjamin, como a viagem era longa e todos cansados aproveitavam para descansar em pleno Sol forte do meio-dia.Eles comercializava charque e farinha que eram transportadas pelos barqueiros que vinham da norte do Brasil.
Eles deitados sobre a árvore e caiam as frutas e olhavam para cima e perceberam um urubu que tornou-se referência para eles como um ponto de descanso, conhecido de nome Carcará (urubu) e assim a ave contribuiu para o surgimento do nome que hoje se chama Caracará.

## Economia
A maior fonte de renda de Caracará é a agricultura da cana-de-açúcar e a mandioca, mas com o passar dos anos a agricultura foi deixando a desejar por faltas de incentivos sociais e outros. Atualmente, com o baixo nível de produção agrícola a comunidade de Caracará, a população procura outros meios de sobrevivência para suprir seus problemas financeiros, como criações de bovinos, construções, hortigranjeiros, etc.

## Cultura e Religião
A cultura de Caracará está muito ligada a religião, taís como: a semana santa, a festa do padroeiro São Sebastião, na Igreja de São Sebastião Caracará (Aquiraz) que é realizado anualmente no mês de janeiro, trazendo várias pessoas de outras localidades. A Associação Comunitária do Caracará promove o festival da manga e do caju CARAMANJU também é celebrado com muita alegria pela população de Caracará, com objetivo a propagar a importância dessas culturas na economia local, através de uma vasta programação que contará com competições esportivas, apresentações culturais, e oficinas de socialização de inovações tecnológicas e exposições gastronômicas de produtos derivados da manga e do caju,fortalecendo a cadeia produtiva do município de Aquiraz expandindo e provendo a qualidade sócio econômico cultural dos envolvidos no setor.

## Esporte
O futebol, é o esporte mais praticado na região, seguindo pela pesca de lazer nos rios e lagoas.